# M. J. Frankovich
M. J. Frankovich (29 de septiembre de 1909 – 1 de enero de 1992), también conocido como Mike Frankovich, fue un productor cinematográfico estadounidense de origen croata.

## Biografía
Su nombre completo era Mitchell John Frankovich, y nació en Bisbee, Arizona. Fue jugador de fútbol americano en la Universidad de California en Los Ángeles, entrando a formar parte del UCLA Athletic Hall of Fame en 1986. Además, estudió en la Belmont High School de Los Ángeles.
Fue presidente de la Comisión del Los Angeles Memorial Coliseum y ayudó a traer al equipo Oakland Raiders a Los Ángeles, así como a la celebración de los Juegos Olímpicos de Los Ángeles 1984.
Frankovich estuvo casado con la actriz Binnie Barnes desde 1940 hasta 1992, año en el que falleció a causa de una neumonía y una enfermedad de Alzheimer en Los Ángeles, California. La pareja había adoptado tres hijos. Fue enterrado en el Cementerio Forest Lawn Memorial Park de Glendale (California).